# Phangyuel
Phangyuel (dzong. ཕངས་ཡུལ་་) – gewog w dystrykcie Wangdü Pʽodrang w Królestwie Bhutanu. Według spisu powszechnego z 2005 roku, gewog ten zamieszkiwało 1127 osób.
Gewog Phangyuel podzielony jest na 5 mniejszych jednostek zwanych chiwogami. Noszą one następujące nazwy: Uesargang Wampoekhar, Chhungserkha Domkha, Chhungoen, Goenkhar i Koomchhi Phangyuel.

## Demografia
Według Bhutańskiego Urzędu Statystycznego gewog ten zamieszkuje 608 mężczyzn i 519 kobiet (dane za rok 2005) w 236 domostwach. Stanowiło to 3,6% ludności dystryktu.